# Уэддинг, Райан
Райан Джеймс Уэддинг (англ. Ryan James Wedding, родился 14 сентября 1981 года в Тандер-Бей) — канадский сноубордист, участвовавший в 2002 году в зимних Олимпийских играх в Солт-Лейк-Сити, позже — преступник, наркоторговец. С 2025 года находится в числе 10 наиболее разыскиваемых ФБР личностей. Согласно данным ФБР, сотрудничает с мексиканским наркокартелем Синалоа, известен под прозвищами «Шеф» (исп. El Jefe), «Гигант» (англ. Giant) и «Враг государства» (англ. Public Enemy).

## Биография

### Спортивная карьера
Уэддинг выступал на зимних Олимпийских играх 2002 года, представляя там Канаду. На соревнованиях по параллельному гигантскому слалому он занял 24-е место по сумме двух заездов в предварительном раунде и выбыл из борьбы, не пройдя в следующий раунд.

### Преступная деятельность
В 2006 году суд города Мейпл-Ридж провинции Британская Колумбия выдал ордер на арест Уэддинга по обвинению в выращивании и хранении большого количества марихуаны, однако обвинения Уэддингу по этой статье предъявлены не были. Позже его арестовали по обвинению в попытке приобретения кокаина у американского правительственного агента, совершённой в 2008 году, и приговорили в 2010 году к 4 годам лишения свободы. Наказание отбывал в тюрьме округа Ривз западного Техаса.
В феврале 2014 года Уэддинг подал заявление о признании себя неплатёжеспособным, однако власти Британской Колумбии установили, что у него был пикап Ford F-350, а сам он жил с женой в Кокуитламе в жилом комплексе. В апреле 2015 года Королевская канадская конная полиция предъявила ему и ещё ряду лиц (в том числе наркоторговцу) Филипосу Колларосу обвинения в участии в организованной преступной группировке и попытке сбыта кокаина на общую сумму 25 миллионов долларов через страны Карибского региона и Ньюфаундленд, однако Уэддинг исчез и был объявлен в розыск. Через несколько месяцев признавший себя виновным в участии в преступном сообществе Колларос был убит в Монреале, в районе Маленькая Италия, а вскоре в Бёрнаби был убит его сообщник Джаханбахш Мешкати. Оба убийства остаются нераскрытыми.
17 октября 2024 года Министерство юстиции США обвинило Уэддинга в организации международной организованной преступной группировки, занимавшейся торговлей кокаином и причастной к убийствам заведомо невиновных граждан. Среди обвинений были торговля наркотиками, организация преступного сообщества, три убийства и одно покушение на убийство. Федеральное Большое жюри Калифорнии предъявило обвинения не только ему, но и ещё 15 людям в ходе совместного расследования, проведённого несколькими федеральными агентствами в рамках операции «Гигантский слалом» (англ. Operation Giant Slalom). В частности, Уэддинга обвиняли в убийстве 57-летнего Дажгтара Сидху, его 55-летней супруги Харбхаджан (ноябрь 2023 года) и 39-летнего Мохаммеда Зафара (май 2024 года). Его сообщником выступил канадец Эндрю Кларк, обвиняемый в убийстве в апреле 2024 года 29-летнего Рэнди Фейдера.
Власти подозревали, что Уэддинг скрывался в Мексике и стал членом картеля Синалоа, где был известен под прозвищами «Шеф» (исп. El Jefe), «Гигант» (англ. Giant) и «Враг государства» (англ. Public Enemy).
6 марта 2025 года Уэддинг был включён в список 10 наиболее разыскиваемых ФБР преступников. Из списка 10 разыскиваемых, в свою очередь, был исключён находившийся там на протяжении 17 лет гондурасский насильник и убийца Алексис Флорес.

### Личная жизнь
14 февраля 2011 года, находясь под стражей, Райан Уэддинг женился на предпринимательнице иранского происхождения Британской Колумбии. Его жена позже стала участницей двух уголовных дел, в том числе дела о похищении в октябре 2011 года в Ванкувере наркоторговца Сулеймана Сафи и последующими пытками над ним. Позже Уэддинг с ней развёлся. В 2020 году её имя появилось в деле о торговле каннабисом онлайн без наличия сопутствующего разрешения: 109 тысяч долларов якобы шли на погашение ипотечного кредита.